# Liste der Baudenkmäler in Henfenfeld
Auf dieser Seite sind die Baudenkmäler in der mittelfränkischen Gemeinde Henfenfeld zusammengestellt. Diese Tabelle ist eine Teilliste der Liste der Baudenkmäler in Bayern. Grundlage ist die Bayerische Denkmalliste, die auf Basis des Bayerischen Denkmalschutzgesetzes vom 1. Oktober 1973 erstmals erstellt wurde und seither durch das Bayerische Landesamt für Denkmalpflege geführt wird. Die folgenden Angaben ersetzen nicht die rechtsverbindliche Auskunft der Denkmalschutzbehörde.
 Diese Liste gibt den Fortschreibungsstand vom 8. Mai 2020 wieder und enthält 22 Baudenkmäler.

## Baudenkmäler
| Lage                                              | Objekt                                             | Beschreibung | Akten-Nr.              | Bild           |
| ------------------------------------------------- | -------------------------------------------------- | --- | ---------------------- | -------------- |
| Am Schloss 6 (Standort)                           | Ehemaliges Bauernhaus                              | Zweigeschossiger Sandsteinbau mit Fachwerkobergeschoss, erste Hälfte 19. Jahrhundert | D-5-74-131-1 Wikidata  | BW             |
| Am Schloss 7; Am Schloss, bei der Burg (Standort) | Parkanlage                                         | Park Denkmal: Sandsteinpostament, klassizistisch, erste Hälfte 19. Jahrhundert | D-5-74-131-3 Wikidata  | BW             |
| Am Schloss 7, 12, 14 (Standort)                   | Burg Henfenfeld                                    | Mittelalterliche Burganlage mit unregelmäßigen Innenhof: - Palas: mächtiger, dreigeschossiger Massivbau mit geschopften Satteldächern über L-förmiger Grundlinie, zwei- und dreigeschossige Flügelbauten mit Satteldächern, im Nordosten Torhaus, zweigeschossiger Sandsteinquaderbau mit geschopftem Satteldach und rundbogiger Durchfahrt, im Westen Rundturm mit Kegeldach, errichtet im 12. Jahrhundert, nach Kriegszerstörung 1553 wiederaufgebaut bis um 1570, Treppenturm 1624; mit Resten historischer Ausstattung; - Graben und Umfassungsmauern der Befestigungsanlagen, wohl 16. Jahrhundert - ehemaliges Verwalterhaus: zweigeschossiger Sandsteinquaderbau mit Walmdach, Fachwerkobergeschoss und Fledermausgauben, bezeichnet „1833“ - ehemaliges Gesindehaus: langgestreckter, zweigeschossiger und zweigeteilter Fachwerkbau, 18./19. Jahrhundert | D-5-74-131-2 Wikidata  | weitere Bilder |
| Freiling 1 (Standort)                             | Gasthaus                                           | Zweigeschossiger giebelständiger Sandsteinquaderbau mit Steilsatteldach, erste Hälfte 19. Jahrhundert | D-5-74-131-4 Wikidata  | BW             |
| Freiling 2 (Standort)                             | Scheune                                            | verputzter Ziegelsteinbau mit Steilsatteldach und giebelseitigen Stichbogentoren, 1942 | D-5-74-131-5 Wikidata  | BW             |
| Freiling 3 (Standort)                             | Ehemaliges Wohnstallhaus                           | Eingeschossiger Sandsteinbau mit Fachwerkgiebel und Steilsatteldach, frühes 19. Jahrhundert, seitlicher Anbau mit Zwerchhaus, wohl erstes Viertel 20. Jahrhundert | D-5-74-131-6 Wikidata  | BW             |
| Freiling 4 (Standort)                             | Wohnhaus                                           | Zweigeschossiger Sandsteinquaderbau mit Steilsatteldach, bezeichnet „1869“ Scheune: Steilsatteldachbau, Sandstein und Ziegelstein, zweite Hälfte 19. Jahrhundert | D-5-74-131-7 Wikidata  | BW             |
| Freiling 8 (Standort)                             | Ehemaliges Wohnstallhaus                           | Zweigeschossiger Massivbau mit Fachwerkobergeschoss und Steilsatteldach, erste Hälfte 19. Jahrhundert Fachwerkscheune auf Sandsteinsockel, frühes 19. Jahrhundert | D-5-74-131-8 Wikidata  | BW             |
| Friedhofstraße 6 (Standort)                       | Bauernhaus                                         | Zweigeschossiger Sandsteinquaderbau mit Steilsatteldach und verputztem Fachwerkgiebel, Mitte 19. Jahrhundert Scheune: Fachwerkbau mit Steilsatteldach, bezeichnet „1781“ | D-5-74-131-9 Wikidata  | BW             |
| Hauptstraße 6 (Standort)                          | Scheune                                            | Fachwerkbau mit Steilsatteldach, erste Hälfte 19. Jahrhundert | D-5-74-131-10 Wikidata | BW             |
| Hauptstraße 8 a (Standort)                        | Ehemalige Fachwerkscheune, heute Wohnhaus          | Im Kern Fachwerkbau mit Steilsatteldach von 1822, weitgehend erneuert | D-5-74-131-12 Wikidata | BW             |
| Hauptstraße 9 (Standort)                          | Bauernhaus                                         | Erdgeschossig, rückwärts Fachwerkgiebel, 18. Jahrhundert | D-5-74-131-11 Wikidata | BW             |
| Hauptstraße 20 (Standort)                         | Evangelisch-lutherische Pfarrkirche Sankt Nikolaus | Chor Mitte 13. Jahrhundert, Querhaus und östliches Langhaus Anfang 15. Jahrhundert, Turm und westliches Langhaus 1491, Langhausverlängerung nach Westen 17. Jahrhundert; mit Ausstattung Kirchhofeinfriedung: Sandsteinquadermauer mit Eisengitterzaun und bossiertem Portal mit Giebelbekrönung, 17./18. Jahrhundert, Portal 1698, Zaun Ende 19. Jahrhundert | D-5-74-131-14 Wikidata | weitere Bilder |
| Hauptstraße 26 (Standort)                         | Ehemaliges Bauernhaus                              | Eingeschossiger giebelständiger Sandsteinquaderbau mit Fachwerkgiebel und Steilsatteldach, um 1800 Fachwerkscheune auf Sandsteinsockel, 18. Jahrhundert | D-5-74-131-15 Wikidata | BW             |
| Hauptstraße 30 (Standort)                         | Scheune                                            | Fachwerkbau mit Steilsatteldach, im Kern 18. Jahrhundert, erweitert im 19. Jahrhundert | D-5-74-131-16 Wikidata | BW             |
| Hauptstraße 32 (Standort)                         | Scheune                                            | Kleiner Fachwerkbau mit Steilsatteldach, 18. Jahrhundert | D-5-74-131-17 Wikidata | BW             |
| Kirchenstraße 1 (Standort)                        | Ehemaliges Mesnerhaus                              | Zweigeschossiger Traufseitbau mit Satteldach, Sandsteinerdgeschoss und Fachwerkobergeschoss, spätes 17./frühes 18. Jahrhundert, eingeschossiger Anbau mit Halbwalmdach, spätes 18. Jahrhundert | D-5-74-131-18 Wikidata | BW             |
| Kirchenstraße 3 (Standort)                        | Pfarrhaus                                          | Zweigeschossiger Massivbau mit Walmdach, bezeichnet „1720“ Pfarrscheune mit Fachwerkgiebel und Steilsatteldach, spätes 17./frühes 18. Jahrhundert Nebengebäude mit Backofen, Sandstein, wohl 18. Jahrhundert | D-5-74-131-19 Wikidata | BW             |
| Kirchenstraße 16 (Standort)                       | Scheune                                            | Fachwerkbau mit Satteldach, 17./18. Jahrhundert dahinter baulich anschließend weitere Fachwerkscheune, zweite Hälfte 19. Jahrhundert | D-5-74-131-20 Wikidata | BW             |
| Kirchenstraße 22 (Standort)                       | Ehemaliges Wohnstallhaus                           | Eingeschossiger Steilsatteldachbau, verputzt, rückwärtiger Fachwerkgiebel, spätes 17./frühes 18. Jahrhundert Scheune: Fachwerkbau auf Sandsteinsockel, 19. Jahrhundert | D-5-74-131-21 Wikidata | BW             |
| Mittelgasse 9 (Standort)                          | Ehemaliges Wohnstallhaus                           | Zweigeschossiger, giebelständiger Satteldachbau, Fachwerkobergeschoss auf massivem Erdgeschoss, 17./18. Jahrhundert Scheune: Fachwerkbau mit Steilsatteldach, 18. Jahrhundert | D-5-74-131-23 Wikidata | BW             |
| Schmiedstraße 12 (Standort)                       | Wohnhaus                                           | Zweigeschossiger Sandsteinquaderbau mit Steilsatteldach, bezeichnet „1868“ | D-5-74-131-26 Wikidata | BW             |

## Abgegangene Baudenkmäler
In diesem Abschnitt sind Objekte aufgeführt, die früher einmal in der Denkmalliste eingetragen waren, jetzt aber nicht mehr existieren, z. B. weil sie abgebrochen wurden. Aktennummern in diesem Abschnitt sind ehemalige, jetzt nicht mehr gültige Aktennummern.

| Lage                  | Objekt                   | Beschreibung | Akten-Nr.             | Bild |
| --------------------- | ------------------------ | --- | --------------------- | ---- |
| Freiling 2 (Standort) | Ehemaliges Wohnstallhaus | Eingeschossiger Massivbau mit Steilsatteldach, spätes 18. Jahrhundert, Eckzwerchhaus mit Fachwerkgiebel, spätes 19. Jahrhundert | D-5-74-131-5 Wikidata | BW   |